# Neftenbach
Neftenbach är en ort och kommun i distriktet Winterthur i kantonen Zürich, Schweiz. Kommunen har 5 763 invånare (2023).
I kommunen finns även orterna Aesch (451 invånare), Hünikon (254 invånare), Riet (281 invånare) och Tössallmend (504 invånare).